# أوبرا القاهرة في مائة عام

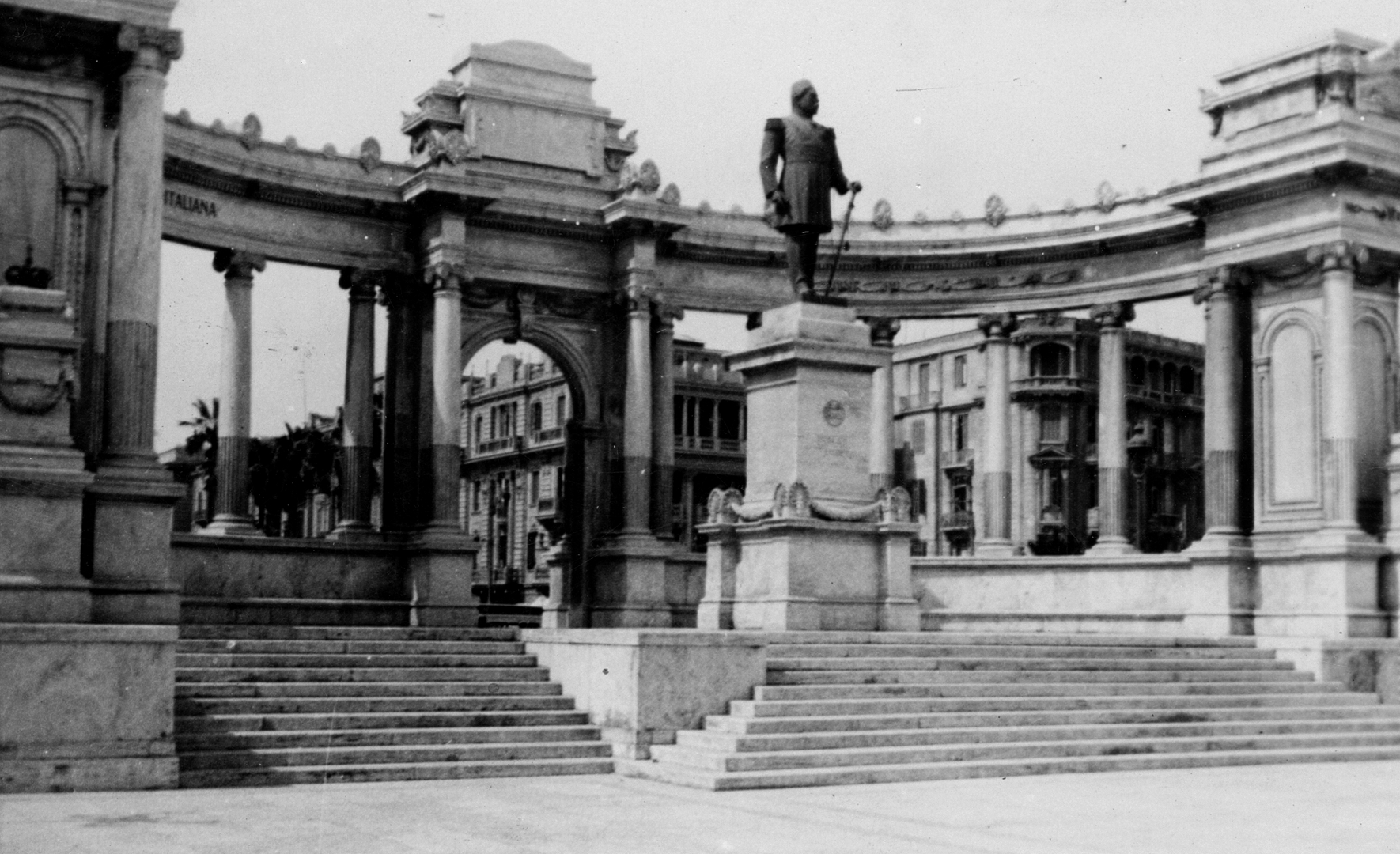
تمثال للخديوي إسماعيل بالقاهرة عام 1940.

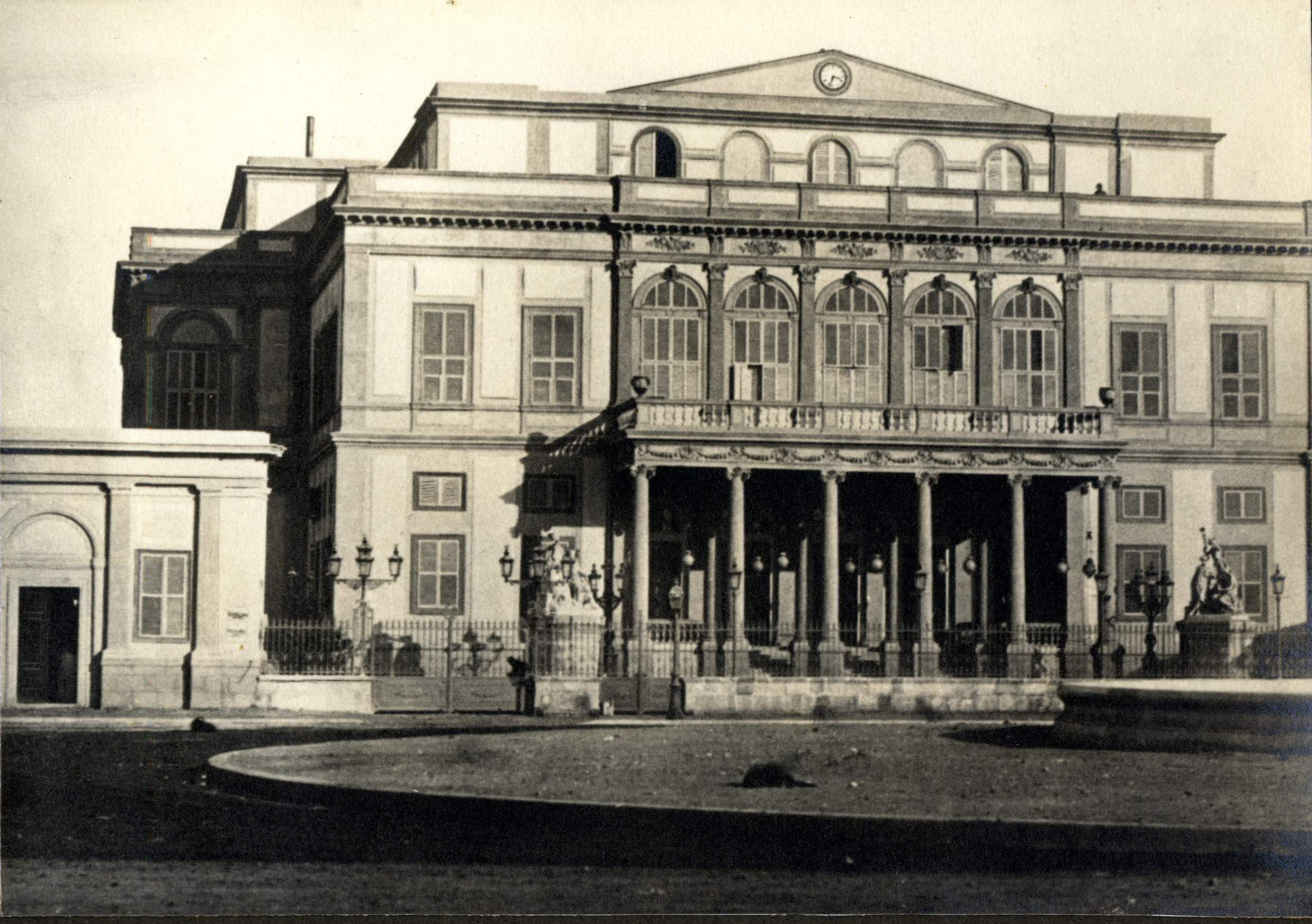
دار الأوبرا الخديوية في عام 1869م.

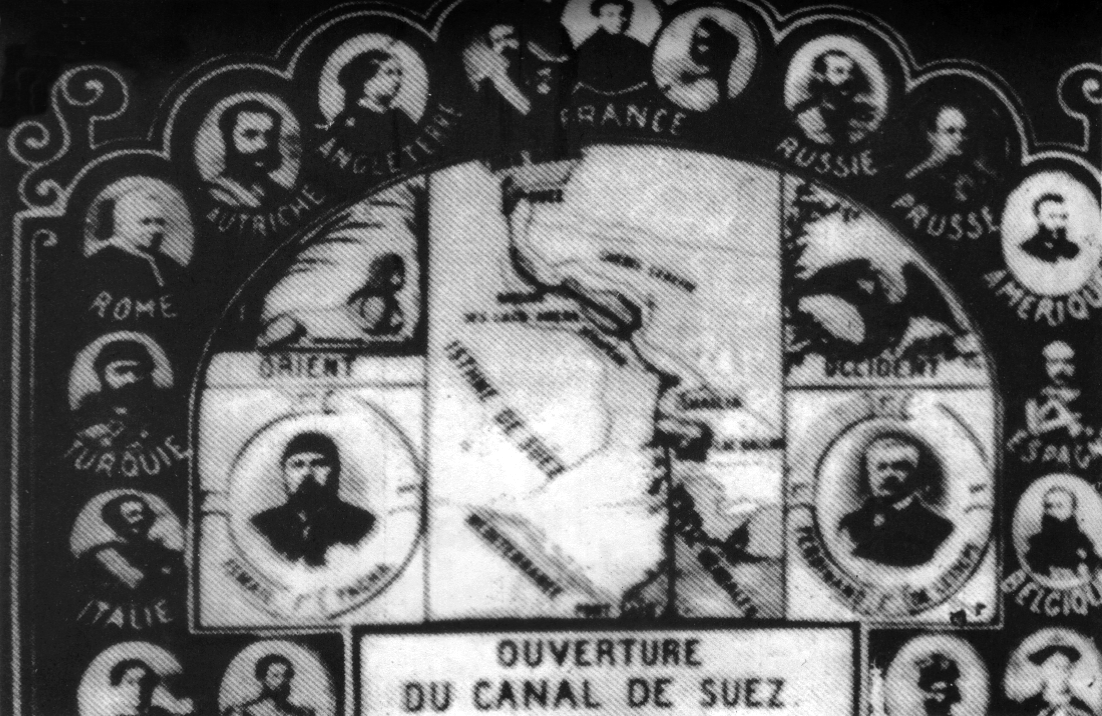
كارت دعوة لملوك ورؤساء أوروبا لحضور حفل افتتاح قناة السويس الأوبرالي.

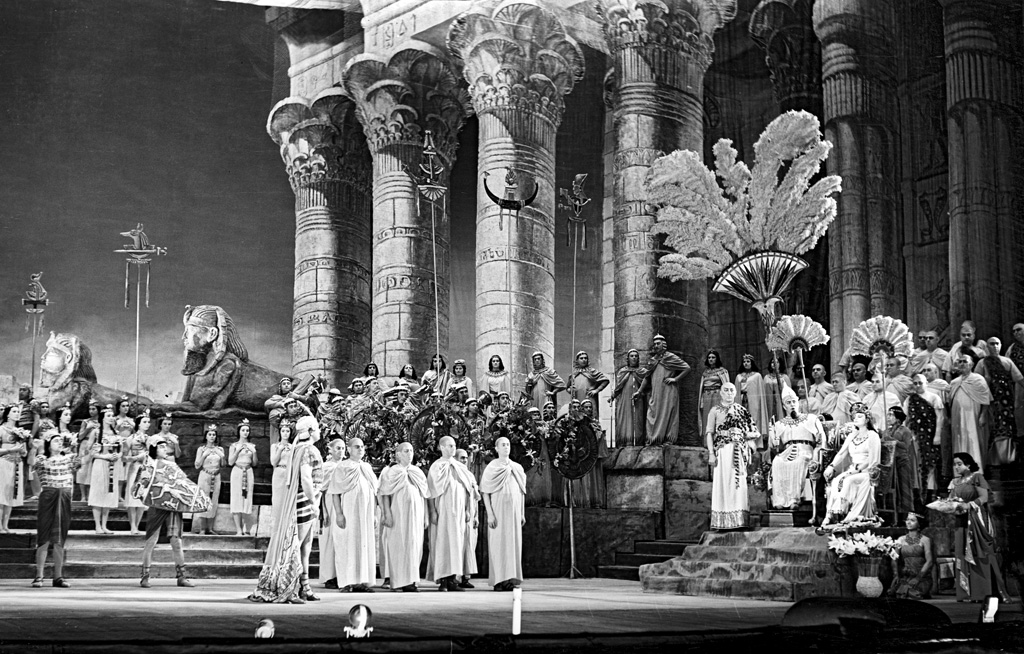
صورة توضح المظاهر الإحتفالية لأوبرا عايدة.

على الرغم من أن الفترة التي عاشتها دار الأوبرا منذ افتتاحها في عام 1869 وحتى نهاية القرن التاسع عشر لا تزيد كثيراً عن ثلاثين عاماً، إلا أن هناك الكثير من المتناقضات مالايتناسب. فالتاريخ طويل لدار الأوبرا بوجه عام. والانتعاش والركود هما من الأمور المسلم بها في الحياة، ولكن التتابع السريع بينهما في الحالة المصرية هو ما يدعو إلى الفحص والتمحيص.
بدأت الدار كبيرة وشامخة سواء في ظروف إقامتها وافتتاحها أو في حجم نشاطها وقيمة إنجازاتها وإسهاماتها في تراث الحضارة. وسارت على هذا النحو ثمان سنوات فقط، هي التي عايشت خلالها انطلاقة مؤسسها وراعيها الحاكم التنويري الخديوي إسماعيل، وكانت خلالها نموذجاً مبهراً لما تكون عليها دور الأوبرا المتميزة. ولم تقتصر أهميتها في مواسمها على الكم ولكن أيضاً على الكيف، ولقد شهد عميد الأوبرا الإيطالية فيردي حين كتب في إحدى رسائله إلى المسئولين عن تقديم رائعته عايدة في إحدى المدن الإيطالية بعد عروضها في القاهرة، وذلك في سياق توجيهاته وإرشاداته لتحقيق أحسن أداء ممكن، فقال بأنه بالرغم من كل الجهود المبذولة لا يطمع في الوصول إلى عظمة الإخراج الذي تم أوبرا القاهرة.
لم تسر الأمور على هذا الوجه طيلة مسيرة الدار، ونجد في تاريخها مراحل متباينة في درجة الانتظام في الأنشطة التقليدية بما يرجع إلى الجو العام الذي يحيط بها ويؤثر عليها بالسلب أو بالإيجاب، أو للظروف المواتية وغير المواتية التي كانت تعترض في مسيرتها.
ولكنها في جميع الحالات، كانت تترك شيئاً للذكرى مع أشهر المشاهير، مثل بوتشيني الذي جاء بنفسه لحضور العرض الأول بمصر لأوبراه الجديدة «مدام بترفلاي» فور ظهورها في إيطاليا..وسان صانص صديق أوبرا القاهرة ومؤلف كونشيرتو البيانو المشهور المصري، والذي جلس يشاهد عرض أوبراه: شمشون ودليلة في مسرح الهمبرا بالإسكندرية.
أيضاً، عازف البيانو الفرنسي المخضرم ألفريد كورتو في زيارتيه للقاهرة. وحتى آرام خاتشادوريان في حفلاته مع أوركسترا القاهرة السيمفوني بالقاهرة والإسكندرية وبيروت، مع وعد برحلة تالية مع الأوركسترا إلى أوروبا.. كما جاء روسيلليني لعرض أوبراه «الأجراس» لأول مرة على خشبة المسرح، والاضطرار إلى تأجيل الحفل بسبب وفاة الملك محمد الخامس، وكارل أورف مستمعاً إلى رائعته كارمينا بورانا بالدار- وكل ذلك إلى جانب أشهر الفرق العريقة في فنون الباليه والمسرحين الفرنسي والإنجليزي في صورهما القديمة والحديثة، والتي أوحت عروضها إلى روادنا من كبار الفنانيين، بالكثير مما زخرت به ليالي الدار وغيرها طوال الثلث الأول من القرن العشرين، وذلك في تقاليد مستمرة ومتنامية حتى يومنا هذا. ثم الشعر الذي فرض وجوده بين ليالي المسرح والموسيقى، عند تأبين شاعر النيل: حافظ إبراهيم.
ثم الفنان العملاق جويلفي المشهور بدور «أومانصرو» ملك الأعداء في أوبرا عايدة، سواء في عروضها بمصر أو خارجها.

## المرحلة الأولى

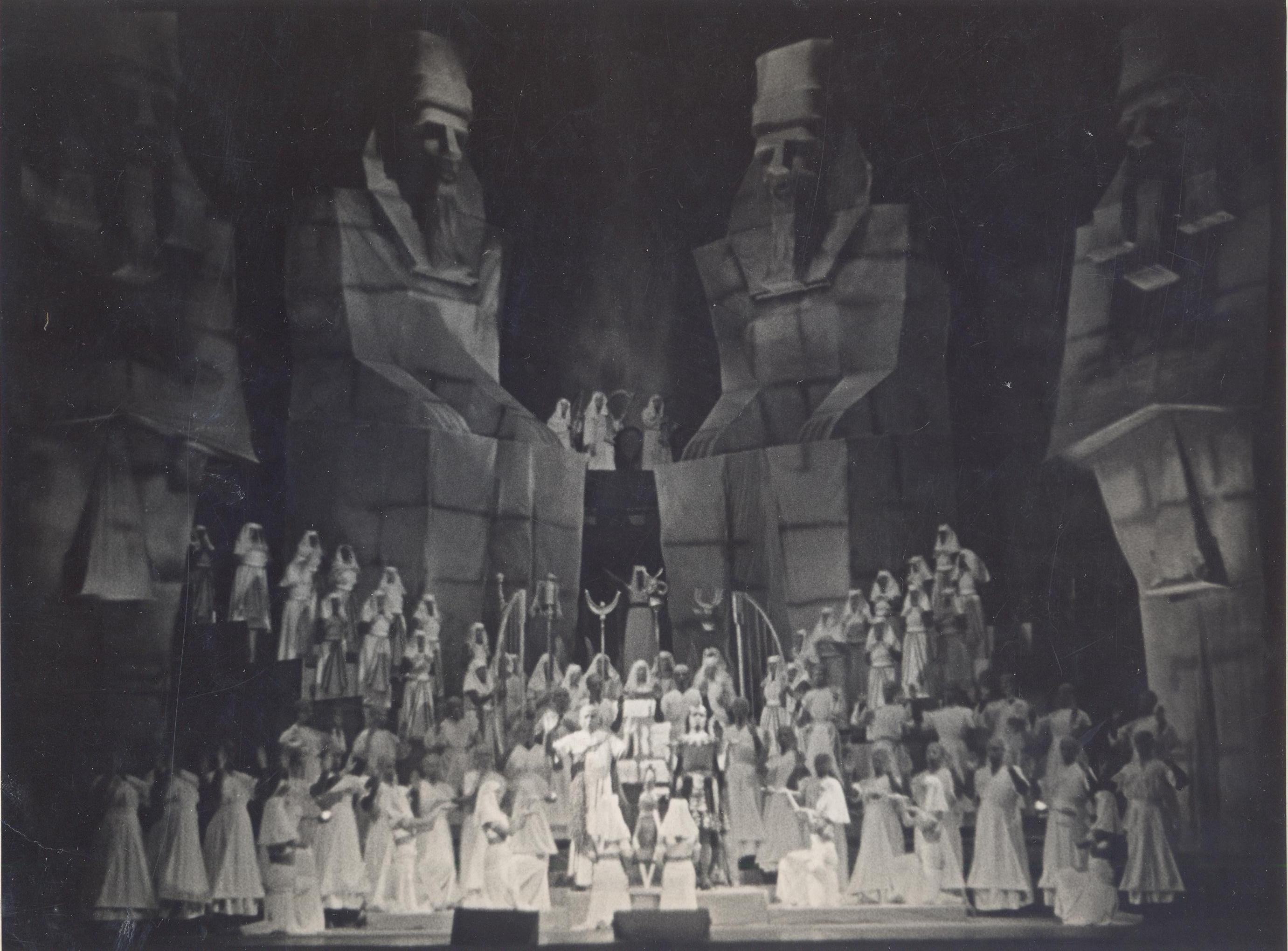
صورة لأحد مشاهد أوبرا عايدة.

كانت المرحلة الأولى في تاريخ الدار، كلها انتعاش وتألق وشهرة، رسّخت بها الدار وجودها بين أهم دور الأوبرا في العواصم والمدن الكبرى بما يرجع إلى ظروف افتتاحها ثم مولد الرائعة «عايدة» فيه. ثم الانطلاق في مواسم سنوية لامعة سواء في حجمها أو في مستوى الفنانين المشتركين في عروضها. تم عقد 17 حفلة للأوبرا الجديدة (24 ديسمبر) في موسم من 81 حفلة.

## المرحلة الثانية: 1877-1884
تعثرت الدار في مسيرتها في أواخر حكم الخديوي إسماعيل. ولم تلبث أن توقفت أنشطتها في عام 1877. وحتى مديرها «دارنيت بك» ربما تركها قبل رحيل الخديوي بعامين. حيث تجد الفنان المصري «ليوبولد لاروز» يتولى شئونها الفنية. وأغلقت الدار أبوابها مع مجيئ توفيق وفي أذياله الاحتلال البريطاني لمصر.

## المرحلة الثالثة: 1884-1914

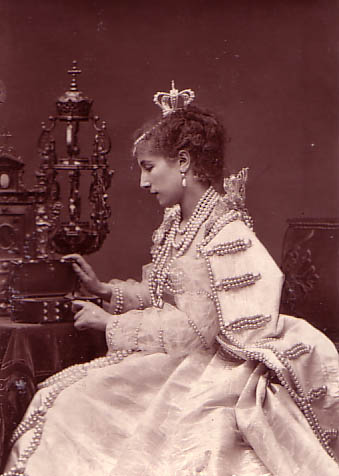
سارة برناردت كملكة في أحد أعمال فيكتور هوجو والمسماة راي بلاس عام 1897م.

فتحت الدار أبوابها، وبدأ لانتعاش يعود إليها، ولكن بصورة تدريجية، إذ قامت عروضها في معظمها على حفلات الجمعيات والهيئات الخيرية، والقليل من الفرق الصغيرة الوافدة من إيطاليا، وتركيا، واليونان. وشملت الأسماء العربية في العروض أحمد أفندي أبو خليل القباني، وعبده افندي الحامولي في موسم من اثنتي عشرة حفلة، ثم فرقة بنكليان التركية، وبعدها فرقة يوسف خياط-ومن الفرق الأجنبية بوني وزوكينو للأوبريت. وفي عام 1886 نجد الشيخ سعيد الدسوقي وفرقة إسبانية، وفي العام التالي الشيخ الدسوقي بدر في موسمين متتاليين. 
- قرداحي، قدمت فرقة قرداحي موسماً، امتد طوال شهر مارس تقريباً في عام 1887، بعد حفلات موسم فرقة الأوبريت بوني وزوكينو.
- سارة برنار، كانت أبرز بداية لعودة الفرق الأجنبية في إطار المواسم التقليدية الكبيرة، وكانت ذات تاريخ وعراقة في المسرح الفرنسي. وامتد موسمها لمدة شهر في عام 1888 إلى منتصف يناير.
- كاراياني، وكانت الفرقة اليونانية للأوبرا «كاراياني» أول من أعاد مواسم الأوبرا إلى الدار في سلسلة من الحفلات خلال شهري مارس وإبريل من عام 1889. ثم عادت إلى الدار حفلات الجمعيات والهيئات الخيرية تتخللها حفلات محدودة لفرق محمود رفقي وعبده الحامولي والشيخ الدسوقي بدر، ثم حفلين لفرقة الأوبرا الإيطالية «سانتيني».
- اليونورا دوز، ففي عام 1890 قدمت الفرقة الإنجليزية «فانتوش توماس هولدن» عشر حفلات جاءت بعدها من قمم المسرح العالمي «إليونورا دوز» في مجموعة من الروائع، شملت مسرحيات: أنطونيو وكليوباترة، فرناندا، غادة الكاميليا، فيدورا، أوديت، زوجة كلاوديو.

### عودة مواسم الأوبرا
وفي أول أبريل من عام 1890 قدمت فرقة «ديلير» موسماً فرنسياً للأوبرا والأوبريت. وكان فيه من الأعمال الإيطالية: عايدة-تروفاتوري-ريجوليتو-حلاق أشبيلية وكارمن لأول مرة. إلا أن الموسم التقليدي الطويل بدأ في الخريف، عندما قدمت فرقة «أولمان» Ulman & Dupont موسماً مماثلاً ولكن من سبعين حفلة، امتدت حتى شهر مارس في عام 1891 ثم استؤنف الموسم في فصل الخريف التالي، قدمته فرقة أولمان ولامار واشتمل على ستين حفلة، ألغيت في نهايتها خمسة حداداً على وفاة الخديوي توفيق.
وبعد انتهاء هذا الموسم، لا نجد سوى أربع حفلات من المسرح الإنجليزي لفرقة «شارينجتون» أعقبها حفل غناء (ريسيتال) للفنان: فيرنوييه.

### موسم أوبرا
وعادت نفس الغرقة السابقة (أولمان ولامار) في موسم الخريف 1892 لتقدم موسماً من خمس وستين حفلة. ومن الفرق المسرحية العربية بعد ذلك: سليمان حداد، وإسكندر فرح، وإسماعيل عاصم.
وخلال حفلات الأوبرا في موسم الربيع 1893 قدم حفل (ريسيتال) لعازف البيانو زيفادجان (Zevadjian)، وآخر لفنانة بيرتاكراوس وقد قدمته بالصالة العليا للدار (فواييه).
وتتابعت بعد ذلك المواسم الفنية الطويلة التي تغلب عليها فنون الأوبريت مع القليل من الأوبرات الإيطالية يتخللها بعض حفلات الآداء المنفرد (ريسيتال) للعازفين مثل زيفادجان وبولييزي (ماندولين)، وفي أذيال الموسم كانت تُقدم كالعادة بعض حفلات الجمعيات والهيئات المصرية والأجنبية كالرفق بالحيوان (هارينجتون بك) وقدامى طلبة الفرير والصفاء الودي والمعارف الأدبية والجمعية الخيرية الإسلامية..مع استمرار تقديم حفلات الفنانيين المحليين من مطربين وفرق. ومن الفرق الوافدة كانت «بنجليان» الأرمنية.

### هانز فون بولوف

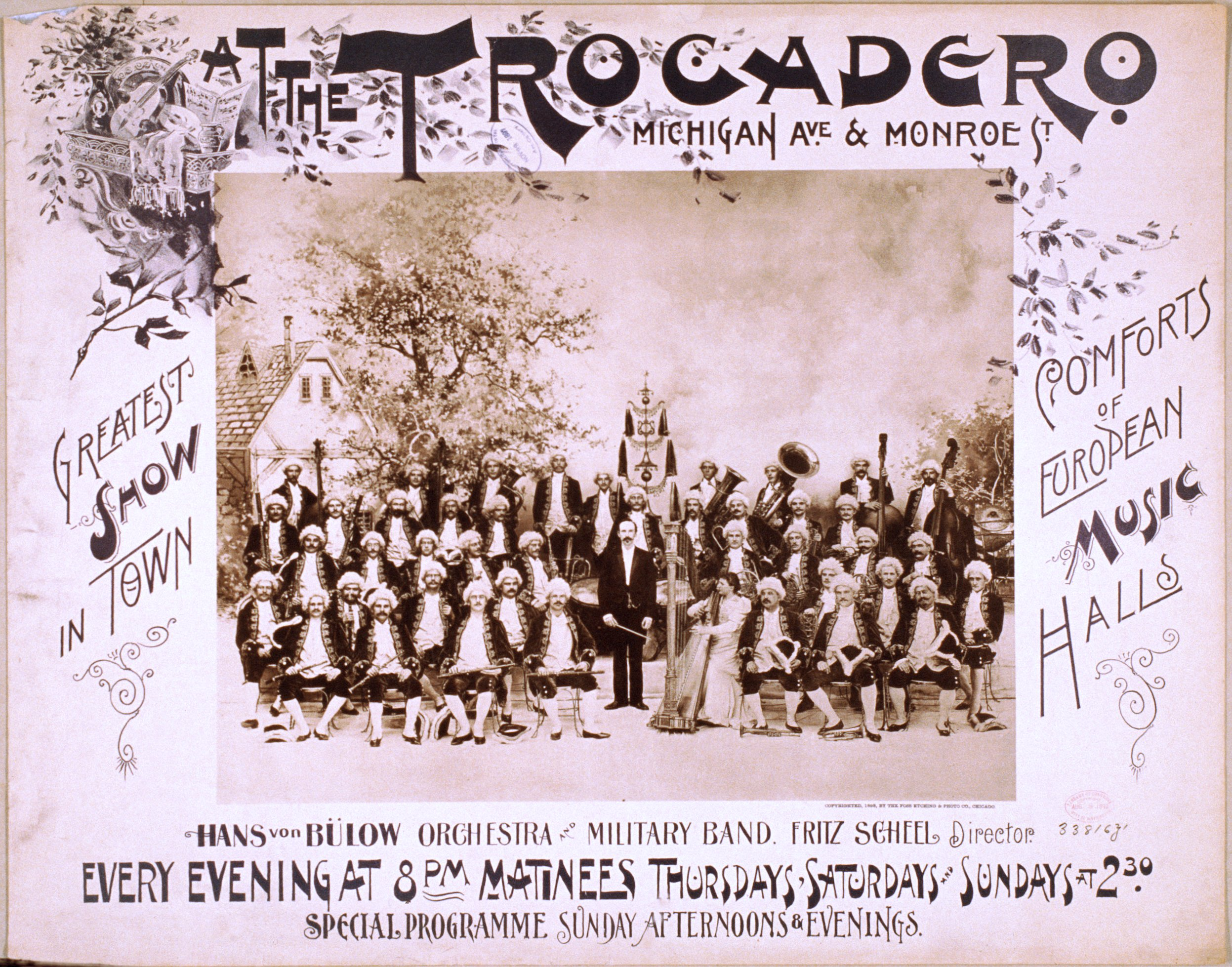
بولوف يتوسط أحد الأوركسترات العسكرية

كانت من الأحداث الفنية خلال تلك الفترة، وفاة الفنان الألماني الكبير بولوف في 12 فبراير 1894، ودُفن بالقاهرة. وقد كانت له شهرة واسعة في عالم الأوبرا، ويُعتبر من أشهر المتخصصين في قيادة أوبرا فاجنر.

### المواسم الإيطالية وفاجنر
في شهر نوفمبر 1897م، قدمت فرقة جانولي موسماً شمل الروائع الإيطالية في ستين حفلة من الأوبرا والأوبريت. وافتتح الموسم بأوبرا عطيل التالية مباشرة لعايدة في سلسلة مؤلفات فيردي. ولأهمية الفنان القائم بدور البطولة كاشمان، أشارت إليه جريدة الأهرام الصادة حينذاك وقالت: «مثلت أمس رواية أوتيللو الشهيرة في الأوبرا الخديوية، وتولى فيها الممثل كاشمان دور ياغو المحتال فأجاد فيه إجادة غير مألوفة في مصر سواء بالإنشاد أو بالرموز. وأجاد ممثل دور أوتيللو وممثلة دور قرينته» ديدمونة«إجادة عظيمة وكانت الموسيقى على أتم ما يرام، ولذلك صفق الجمهور للجوق تصفيقاً كثيراً». وفي الموسم نفسه بدأ تقديم لوهنجرين وتانهويزر لفاجنر وأورفيو لجلوك.

### مسرح فرنسي إيطالي
عادت الفنانة إليونورا دوز في بعض عروض المسرح العالمي ومن ورائها فنان المسرح الإيطالي الكبير نوفيللي في موسم من حفلات محدودة.
ومن الفرق المصرية في تلك الفترة:إسكندر فرح وحسن أفندي صفوت (ومحمد أفندي بيومي)، ثم خليل كامل مع إسكندر فرح، ومن الفرق الصغيرة الوافدة بنجليان الأرمنية.

### موسم بداية القرن العشرين

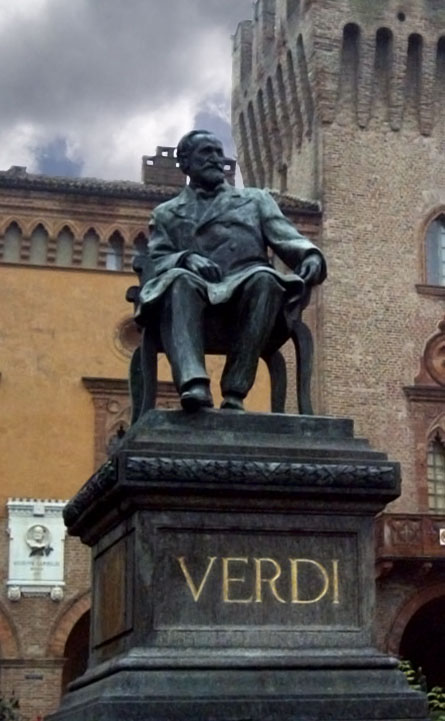
تمثال لفيردي في فيردي بيازا، بوسيتو، شمال إيطاليا

وكان موسم الانتقال بين القرنين التاسع غشر والعشرين وكأنه مهرجان لفيردي وفاجنر. فقدمت أوبرا «فولستاف» لفيردي، والتي كانت قد قدمت للمرة الأولى بإيطاليا في عام 1893 وهو في الثمانين من عمره. وقد افتتج الموسم لعام 1899 والذي نظمته الجمعية المصرية للفنون، بأوبرا لهونجرين لفاجنر ومن بعدها الفالكورة وتانهويزر وتريستان (في أول عرض)-وتخلل حفلات الموسم حفل لرباعي سارتي وآخر لثلاثي (بارتليمي-ميجل-جوستي)
وفي موسم الخريف من عام 1900 قدمت فرقة الإنجليزي موريس باندمان عشرة حفلات أوبريت شملت: 
سيجال، كريستوفر كولمبس الصغير، فلورادورا، أجراس نيويورك، سان توى، دافيد جاريك، فتاة الجيشة.
- وفاة فيردي، وفي الثاني من إبريل في عام 1901 أقيم بالدار حفل تأبين للفنان الكبير: فيردي (88 عام)، وقدمت في الحفل أوبرا ريجوليتو التي بدأت صفحة العلاقات العملية بينه وبين أوبرا القاهرة..وفي هذه المناسبة أعدت له الجالية الإيطالية بمصر لوحة تذكارية كبيرة حملت في مسيرة ضخمة.
- بوتشيني ومرحلة انتعاش، ترجع هذه الفترة لبداية القرن العشرين وتقديم الأوبرا الحديثة توسكا لبوتشيني عام 1901 في العام التالي مباشرة لتقديمها لأول مرة بإيطاليا. ثم عرضت «لابوهيم» لنفس المؤلف الذي زار الإسكندرية في أثناء الموسم في مناسبة عرض بعض أعماله في مسرح زيزنيا، وجاء أيضاً إلى القاهرة لنفس الغرض. وهكذا كان التركيز على الروائع الإيطالية، واتخذ معها الموسم صورة من الانتعاش أعادت إلى الأذهان مواسم الدار في عهد الخديوي إسماعيل. ومن نواحي التجديد في البرامج كان تقديم أوبرا «هينزل وجريتل» من موسيقى «هومبردينك» وكذا أوبرا: إيفيجينا في توريد للمؤلف جلوك (بالإنجليزية: Humperdinck & Grieg)‏
- سان صانص، في مواسم بداية القرن جاء كميل سان صانص الذي قاد حفلاً سيمفونياً بالأوبرا في 27 من فبراير عام 1903. وكان قد تصادف عند وجوده بالإسسكندرية حلول الذكرى المئوية لمواطنه الشاعر «فكتور هوغو»، فألف لهذه المناسبة نشيداً للكورال وتولى قيادة الأداء في مسرح الهمبرا (1902).

كان موسم الخريف من عام 1913م هو آخر مواسم الأوبرا قبل الحرب العالمية الأولى، قدمت فيه فرقة «باروش» ستين حفلة من الأعمال الإيطالية والفرنسية، ومن روائع فاجنر تريستان وايز ولده وتانهويزر وسالومي لريتشارد شتراوس. وامتد الموسم حتى ربيع العام التالي 1914، وتخلل الموسم حفل لفرقة كورال برلين.

## المرحلة الرابعة: 1914-1919
توقفت وفود الأوبرا من أوروبا طوال فترة الحرب العالمية الأولى، واقتصر نشاط الدور على الجهود المحلية من مسرحيات وحفلات للجمعيات والهيئات والنوادي، وفرق الترفيه عن المحاربين كفرقة «عاداه ريف» للمسرحيات الغنائية-وكذا فرق الهواة للأجانب المقيمين، وكان بعضها مستقراً منتظماً في تقديم الأوبريتات الإنجليزية كجمعية القاهرة لهواة المسرح والموسيقى.
تم إضافة العنصر العسكري في مجال حفلات الترفيه عن قوات الاحتلال الإنجليزي، وأضافت فرقة جورج أبيض إلى أعمالها: مكبث، الملك يلهو، الماريونت، مدام سان جين، بينما قدمت فرقة سلامة حجازي آخر مواسمها نظراً لوفاته في أكتوبر 1917، وشمل الموسم من أعماله: غرائب الأسرار، شيخ العائلات، اليتيمتان، وقدمت فرقة أولاد عكاشة بعض حفلاتها، وأقام نادي سبورتنج الجزيرة أكثر من حفلة.
- المسرح الغنائي العربي، في موسم الخريف، نجد من الفرق الجديدة عبد الرحمن فوزي، وعبد الرحمن رشدي، ومسرحيات غنائية منها: توسكا، وحلاق إشبيلية، كما نقرأ عن فرقة «المنيرة» تقدم أوبرا كارمن ولا يتضح إن كانت الفرقة مصرية لمنيرة المصرية أم فرنسية تنتمي للمعهد الفرمسي بالمنيرة.

وبوجه عام يمكن القول أن هذه الفترة شهدت أكثر من غيرها أولى تجارب المسرح الغنائي المصري، ومهدت الطريق إلى قمة ظهرت في سماء الإسكندرية، عندما استحدث الفنان الشاب سيد درويش روائعه من الأوبريت والتي انتقل بها خلال ربع قرن من عالم الطرب إلى عالم المسرح الغنائي. 
وما عدا ذلك فقد استمرت حفلات الجمعيات والهيئات المصرية والأجنبية: الجمعية الخيرية الإسلامية والمواساة وفيلودراماتيكا الإيطالية، مع بعض الأوبرات لمانسيه قدمتها فرق الهواة والأجانب.
- نوفيللي، كانت فرقة نوفيللي المسرحية الإيطالية من الفرق الوافدة التي اعتادت تقديم مواسمها بدار الأوبرا، ولكن الحفلات لم تكن منتظمة في موسم محدد المعالم، بل كانت متناثرة وكأنها مجرد تجارب واختبارات للجو العام في أذيال الحرب العالمية. وقدم هذا الفنان موسمه بعد ذلك في أول عام 1919 في سياق حفلات مماثلة لفرق أخرى كتلك التي شارك في تنظيمها الإيطالي المقيم بمصر «دالباني» صاحب مسرح الكورسال مع الإنجليزي موريس باندمان الذي سبق له تقديم بعض المواسم بالدار، وذلك مع استمرار حفلات الفرق المحلية بالدار مثل جورج أبيض في مسرحياته وعبدالرحمن رشدي في حلاق إشبيلية وكذلك فرقة عكاشة.

## المرحلة الخامسة: 1919-1930
وبانتهاء سنوات الحرب وتوابعها، بدأت بدار الأوبرا سلسلة من القمم في مواسم سنوية طويلة بدأ أولها في ديسمبر عام 1919، وقدمت فيه فرقة «دلفينو لنياني» روائع الأوبرات والأوبريت والباليه في ثمانين حفلة وثلاث حفلات سيمفونية وحفلتين لعازف الفيولينة «سيراتو» الذي سبق له تقديم حفلاته بالدار في عام 1905.
ومن الأعمال الجديدة في الموسم أوبرات: لوريلاي لكتلاني، وإيزابو لماسكاني، وجوكندا ليونكيللي، وفتاة الغرب لبوتتشيني والتي كانت قد قُدمت بإيطاليا للمرة الأولى في عام 1910. وبعد انتهاء الموسم جاءت سلسلة حفلات الجمعيات والنوادي ومنها نادي اليهود الأشكناز المسرحي والمواساة وسبورتنج الجزيرة والنادي الأهلي، والمكفوفين بالزيتون.
- طلعت باشا حرب: وفي اليوم الأول من شهر مايو عام 1920 شهدت دار الأوبرا حدثاً يهم مصر كلها، وهو انعقاد مؤتمر خاص عن إنشاء بنك مصر، والذي أضاف به طلعت حرب إلى انجازاته الاقتصادية العملاقة في البلاد إقامة مسرح الأزبكية ثم ستوديو مصر، إيماناً منه بدور الفن في صنع البشر.